# Eduard Pietzcker

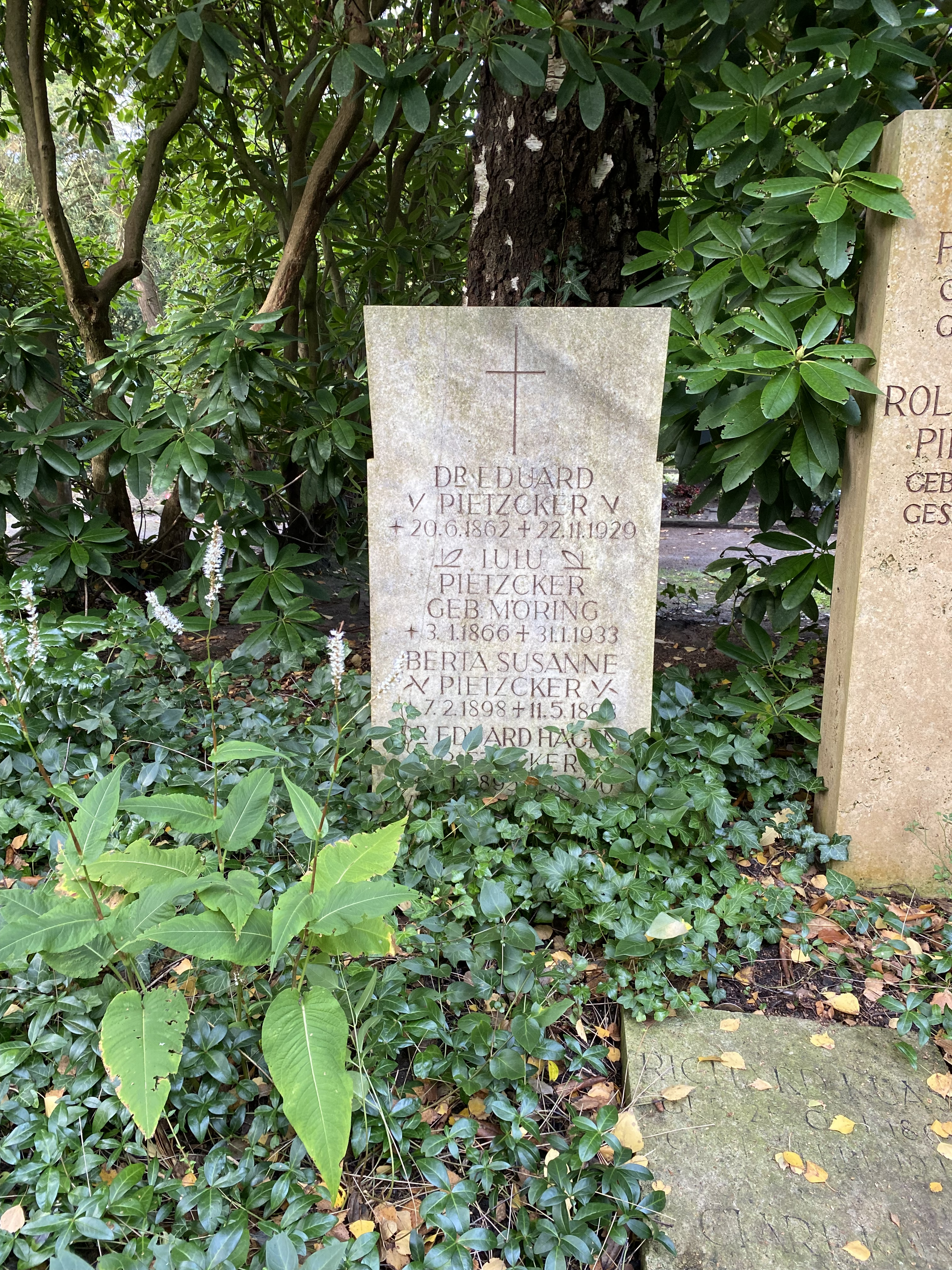
Grabstätte auf dem Nienstedtener Friedhof

Eduard Pietzcker (* 20. Juni 1862 in Hamburg; † 22. November 1929) war ein deutscher Reichsgerichtsrat.

## Leben
Pietzcker legte sein Abitur an der Gelehrtenschule des Johanneums 1880 ab. Er hat in Straßburg promoviert. 1885 wurde der Hanseat vereidigt. 1891 wurde er Landrichter und 1907 Landgerichtsdirektor. Im September 1917 kam er an das Reichsgericht. Er war im I. Zivilsenat tätig. Kurzzeitig im Krieg war er auch zugleich im IV. Zivilsenat. 1928 trat er in den Ruhestand.
Eduard Pietzcker verstarb im Alter von 67 Jahren und wurde in der Familiengrabstätte auf dem Nienstedtener Friedhof beigesetzt.

## Werke
- Die juristische Natur der Res publicae, Diss. Straßburg, Hamburg 1886.
- Patentgesetz und Gebrauchsmustergesetz (§§ 1–12 PatG), Band I, Berlin-Leipzig 1929.

## Quelle
Adolf Lobe: Fünfzig Jahre Reichsgericht am 1. Oktober 1929, Berlin 1929, S. 381.
| Personendaten    | Personendaten               |
| ---------------- | --------------------------- |
| NAME             | Pietzcker, Eduard           |
| KURZBESCHREIBUNG | deutscher Reichsgerichtsrat |
| GEBURTSDATUM     | 20. Juni 1862               |
| GEBURTSORT       | Hamburg                     |
| STERBEDATUM      | 22. November 1929           |